# Byttneria heterophylla
Byttneria heterophylla är en malvaväxtart som beskrevs av William Jackson Hooker. Byttneria heterophylla ingår i släktet Byttneria och familjen malvaväxter. Inga underarter finns listade i Catalogue of Life.